# Otto Brunfels
Otto Brunfels (ou Otho Braunfels, Othon Brunfels), né vers 1488 près de Mayence et mort le 25 novembre 1534 à Berne, est un botaniste et un humaniste allemand. Avec Hieronymus Bock dit Tragus, Leonhart Fuchs et Valerius Cordus, il est considéré comme l'un des pères allemands de la botanique.

## Biographie

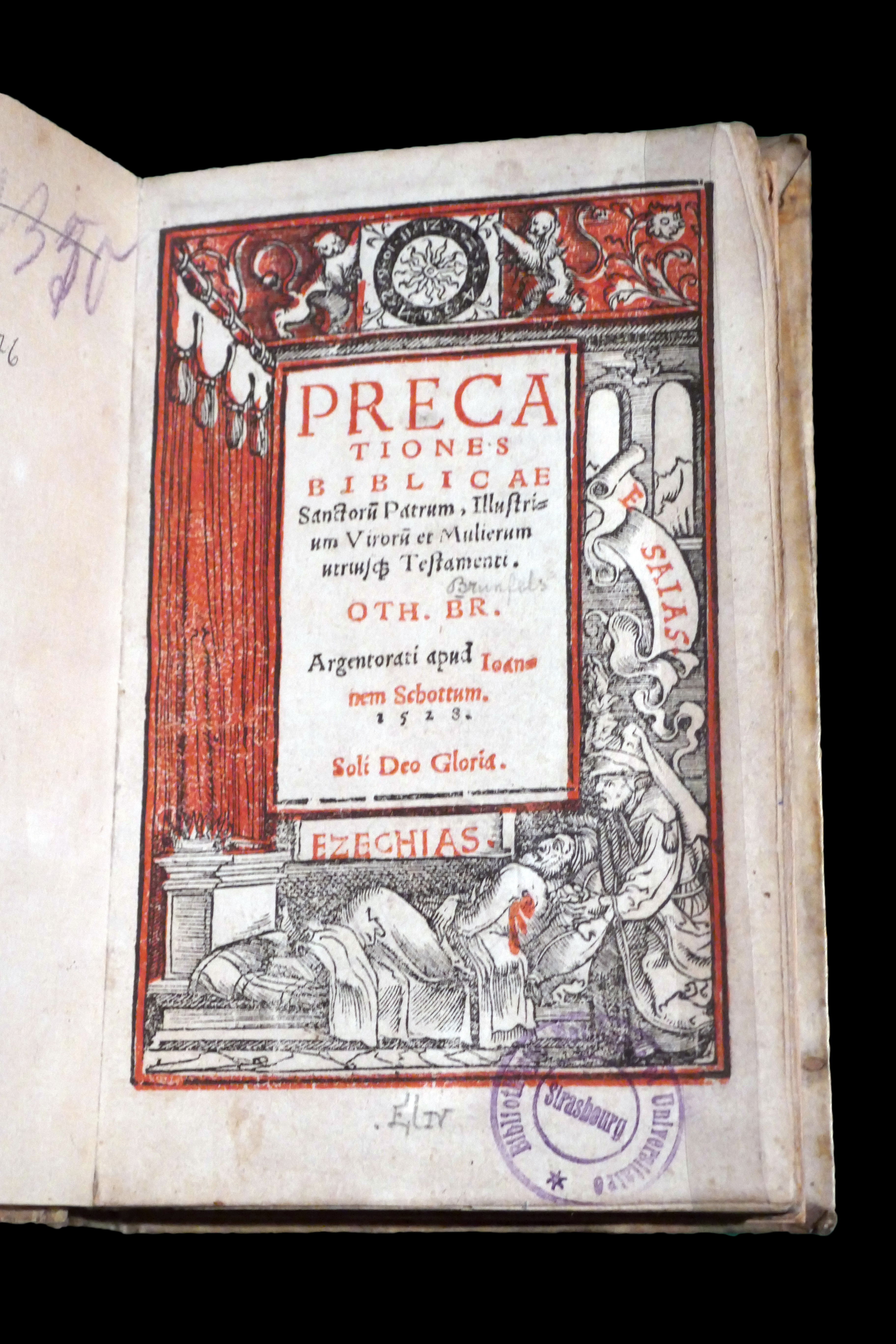
Precationes biblicae (1528), illustré par Hans Weiditz.

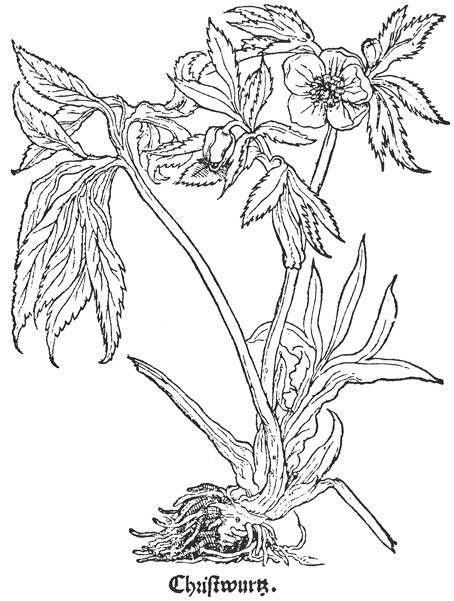
Hellébore noir (Helloborus niger) tiré dHerbarum vivae eicones de Brunfels.

Fils d'un tonnelier, il entre très jeune dans la Chartreuse Saint-Michel de Mayence où il étudie la théologie et la philosophie. En août 1521, après avoir découvert la doctrine de Martin Luther, il devient prédicateur luthérien.
Après avoir enseigné à Strasbourg durant neuf ans où il étudie en parallèle la médecine, il obtient son titre de médecin à Bâle en 1530, quelques années seulement avant sa mort.

## Œuvre
Ses ouvrages de botanique constituent un véritable progrès par rapport aux œuvres antérieures. Les illustrations deviennent réalistes et ne sont plus la servile recopie d'œuvres anciennes, les plantes sont figurées d'après modèle et avec leurs défauts comme une feuille en partie dévorée par un insecte. Son Herbarum vivae eicones, qui parait en trois parties (en 1530, en 1532 et en 1536) à Strasbourg, est illustré par Hans Weiditz (en), probablement élève de Dürer. Les plantes sont représentées de façon réaliste, même dans leurs défauts. La première édition traite de 135 espèces, ce chiffre sera augmenté jusqu'à 260 dans les versions ultérieures. Le texte est inspiré de Dioscoride.
L'intérêt et la justesse des illustrations sont meilleurs que le texte. Brunfels, qui s'appuie sur le savoir des auteurs italiens, ne comprend pas la question de la répartition géographique des espèces : ainsi, il essaye de retrouver les plantes méditerranéennes décrites par Dioscoride dans la région strasbourgeoise.
Il est également l'auteur de nombreuses œuvres théologiques.

## Hommages
- Carl von Linné lui a dédié un genre de Solanaceae américaine : Brunfelsia.

## Ouvrages
- Othonis Brvnfelsii Pro Vlricho Hutteno defuncto ad Erasmi Roter. Spongiam Responsio. (1523)
- Processus consistorialis Martyrii Io. Huss. (1524); (1524 ou 1525)
- Catalogi virorum illustrium veteris et novi testamenti. (1527)
- Precationes biblicae Sanctorum Patrum illustriumque virorum et mulierum utriusque Testamenti (1528)
- Catechesis puerorum in fide, in literis et in moribus. (1529)
- Herbarum vivae eicones. 3 tomes (1530-1536)
- Catalogus illustrium medicorum seu de primis medicinae scriptoribus. (1530)
- Novi Herbarii. Tomus II. Apodixis Germanica. Johannes Schott, s. l. 1531
- Iatron medicamentorum simplicium. (1533)
- Contrafayt Kreüterbuch.deux parties (1532–1537)
- Onomastikon medicinae :... ex optimis, probatissimis, & vetustissimis autoribus, cum Graecis, tum Latinis, opus recens, nuper multa lectione Othonis Brunfelsij ... congesta ... dediderunt ; Praescriptis Operi Tabulis nominum anatomie & egritudinum totius corporis humani. Schott, Strassburg 1534 édition en ligne
- Epitome medices, summam totius medicinae complectens. (1540)
- In Dioscoridis historiam plantarum certissima adaptatio. (1543)
- Von allerhandt apotheckischen Confectionen, Lattwergen, Oel, Pillulen, Träncken, Trociscen, Zucker scheiblein, Salben unnd Pflastern etc : wie, wenn und warzu man jeses brauchen soll / ein kurtzer Bericht D. Otthonis Brunnfelsij. Gülfferich, Franckfurt a.M 1552